# Rainer Fiegle
Rainer Fiegle (* 1949) ist ein deutscher Generalmajor a. D. der Bundeswehr.
Von 1981 bis 1983 nahm er am Generalstabslehrgang (L) an der Führungsakademie der Bundeswehr (FüAkBw) in Hamburg teil. Als Major i. G. war er in den 1980er Jahren Luftwaffenattaché in der Deutschen Botschaft Prag. Von 1995 bis 1997 war er Kommandeur der Radarführungsabteilung 22 in Meßstetten. Nach weiteren Verwendungen wurde Oberst i. G. Fiegle Stellvertreter und Chef des Stabes bzw. 2001/02 Kommandeur des Luftwaffenführungsdienstkommandos (LwFüDstKdo) in Köln-Wahn. Danach war er Leiter des Zentralreferates der Luftwaffe im Führungsstab der Luftwaffe (Fü L) in Bonn und als Brigadegeneral (ab 2004) Stellvertreter des Kommandeurs und Chef des Stabes Kommando Operative Führung Luftstreitkräfte (KdoOpFüLuSK) unter Generalleutnant Hans-Joachim Schubert in Kalkar. Zuletzt war er von 2005 bis 2009 stellvertretender Befehlshaber und Chef des Stabes Kommando Operative Führung Eingreifkräfte (KdoOpFüEingrKr) unter Generalleutnant Wolf-Dieter Langheld in Ulm. In Koblenz war er 2009 an der Gründung des Beratungszentrums Bundeswehr-Wirtschaft (BzBwWi) beteiligt. Im selben Jahr 2009 trat der Generalmajor außer Dienst.
Seit 2011 ist er als Nachfolger von Generalmajor a. D. Ekkehard Richter Vorsitzender des Beirates Freiwillige Reservistenarbeit beim Verband der Reservisten der Deutschen Bundeswehr e. V. (VdRBw). 2014 wurde er überdies zum Generalberichterstatter des Standing Committee on European Affairs (SCEA) der World Veterans Federation (WVF) gewählt. Bereits 2012 war der Beirat Reservistenarbeit und der Deutsche Bundeswehrverband in die WVF aufgenommen worden; Fiegle fungierte als deutscher Delegationsleiter in Amman.
Fiegle ist verheiratet. 2009 wurde er mit der Ehrenmedaille der Katholischen Militärseelsorge ausgezeichnet. Er ist gegenwärtig Präsident des Rotary Clubs Berlin-Schloss-Köpenick.

## Schriften (Auswahl)
- mit Michael Padberg, Hartmut Zehrer: Operative Führung im Golfkrieg und Lehren aus dem Golfkrieg. In: Hartmut Zehrer (Hrsg.): Der Golfkonflikt: Dokumentation, Analyse und Bewertung aus militärischer Sicht. Mittler, Herford u. a. 1992, ISBN 3-8132-0400-6, S. 433 ff. und 469 ff.